# Тутовник Мажратут
Мажратут — старое тутовое дерево предположительный возраст которого достигает около 1200—1300 лет. Находится в 25 км от Туркестана и 12 км от города Кентау в селе Карнак Туркестанской области. Диаметр ствола дерева составляет приблизительно 3 метров, высота 9 метров, обмер в обхвате — более 9 метров.
По поверью, предводитель арабов Кутейба-ибн-Муслим, занимавшийся распространением ислама в Средней Азии, воткнул в землю колышек, чтобы привязать своего коня. Из этого колышка и начал расти тутовник. Со временем дерево разрослось до огромных размеров. Дерево находится под охраной государства и входит в список сакральных объектов Туркестанской области.